# 1050 Meta
1050 Meta là một tiểu hành tinh vành đai chính. Nó được phát hiện bởi Karl Wilhelm Reinmuth ngày 14 tháng 9 năm 1925. Tên ban đầu của nó là 1925 RC. Hiện nay chưa biết cái tên xuất phát từ đâu.